# Lorenzo Fontana (Ruderer)
Lorenzo Fontana (* 28. August 1996 in Gravedona) ist ein italienischer Ruderer. Er wurde Europameister und Vizeweltmeister im Leichtgewichts-Doppelvierer.

## Karriere
Fontana startete 2014 bei den Junioren-Europameisterschaften das erste Mal international. Gemeinsam mit Pietro Cattane gewann er die Silbermedaille im Doppelzweier hinter dem Boot aus Deutschland. Anschließend gingen die beiden auch bei den Junioren-Weltmeisterschaften in Hamburg an den Start. Mit dem zweiten Platz im Halbfinale, wieder hinter den Deutschen, qualifizierten sie sich für das A-Finale. Im Finale reichte es dann aber nur zum vierten Platz.
Nachdem er sich ein paar Jahre nicht für die Nationalmannschaft qualifizieren konnte, trat er 2018 bei der U23-Weltmeisterschaft an. Zusammen mit Riccardo Italiano, Niels Torre und Neri Muccini startete er im Leichtgewichts-Doppelvierer. Nach einem vierten Platz im Vorlauf gelang es ihnen den Hoffnungslauf zu gewinnen und sich so doch noch für das A-Finale zu qualifizieren. Die vier konnten sich von Rennen zu Rennen steigern und gewannen dadurch am Ende den Titel vor den Booten aus Irland und den Vereinigten Staaten. 2019 ging er wieder im Leichtgewichts-Doppelvierer an den Start, allerdings in einer neuen Mannschaft. Mit Catello Amarante, Alfonso Scalzone und Gabriel Soares gewann er den Titel bei den Europameisterschaften vor den Niederländern und den Franzosen. Im August gingen die vier auch bei der Weltmeisterschaft in Linz/Ottensheim an den Start. Nach dem Sieg im Vorlauf gewannen sie im Finale die Silbermedaille hinter den Chinesen.

## Internationale Erfolge
- 2014: Silbermedaille Junioren-Europameisterschaften im Doppelzweier
- 2014: 4. Platz Junioren-Weltmeisterschaften im Doppelzweier
- 2018: Goldmedaille U23-Weltmeisterschaften im Leichtgewichts-Doppelvierer
- 2019: Goldmedaille Europameisterschaften im Leichtgewichts-Doppelvierer
- 2019: Silbermedaille Weltmeisterschaften im Leichtgewichts-Doppelvierer